# ポール・ファイヤアーベント
ポール・カール・ファイヤアーベント（Paul Karl Feyerabend、1924年1月13日 - 1994年2月11日）は、オーストリア出身の哲学者、科学哲学者である。アメリカ合衆国にあるカリフォルニア大学バークレー校の哲学教授を30年にわたり務めた。主著は『方法への挑戦（"Against Method"）』(1975年)、『自由人のための知（"Science in a Free Society"）』（1978年）、『理性よ、さらば（"Farewell to Reason"）』（論文集：1987年）。ファイヤアーベントは科学へのアナーキスティックな見方と、普遍的な方法論の否定によって有名になった。ファイヤアーベントは科学哲学にくわえ、科学社会学においても影響力を持つ人物である。 

## 経歴

### 若年期
ファイヤアーベントは1924年、ウィーンで生まれ、その地で高等学校までを過ごした。この時期にファイヤアーベントは多読の習慣を身につけた。また、演劇への興味を持ち、声楽のレッスンも受け始めた。
1942年の4月、高等学校を卒業した後に、ドイツの労働奉仕隊に徴用された。ピルマゼンス（ドイツ、ザールブリュッケンの近くの町）での基礎訓練の後、ブルターニュ地方のブレスト近くの村、ケレルヌ・アン・バに配属された。ファイヤアーベントはこの時期を退屈なものとして、次のように描写している：「その田舎にやってきた週は、塹壕を掘ったり、またそれを埋めたりした」（村上陽一郎訳『哲学、女、唄、そして…』p.60）。
一時除隊の後、正規陸軍に徴用され、また士官学校で自主講座を受け持った。自叙伝の中には、士官学校での訓練課程中に戦争が終わることを望んでいたという記述がある。しかしこの望みは叶わなかった。1943年の12月、士官としてロシア戦線北部に配置された。ここで鉄十字章の叙勲を受け、少尉にまで昇進している。
赤軍の進行に対しドイツ軍が撤退をはじめた後、撤退する部隊の指揮中に3発の銃弾を受けた。銃弾の一つが腰椎に命中し、残りの生涯において歩行障害を被ることになった。また、一生の間、しばしば激しい痛みに見舞われることになった。彼は戦争の残りの期間を療養して過ごした。

### 戦後、大学時代
戦後、ファイヤアーベントはアポルダ（ヴァイマール近くの小さな町）で市のイベントの台本を書く、一時的な仕事を得た。彼はマルクス主義の劇作家であるベルトルト・ブレヒトに影響を受けた。ブレヒトに東ベルリンオペラでの助手として招待を受けたが、ファイヤアーベントはそれを断った。
ファイヤアーベントは、ヴァイマール音楽院で多くの授業を取り、ウィーンに戻ってからは歴史学と社会学を学んだ。しかし歴史学と社会学には満足できず、すぐに物理学に転科した。そこでファイヤアーベントはフェリックス・エーレンハフトと出会い、エーレンハフトの実験はファイヤアーベントの後年の自然科学の見方に影響を与えることになった。
ファイヤアーベントは研究領域を哲学に変え、観察命題に関する学位論文を提出した。自叙伝において、彼は当時の自分の哲学的立場を「頑固な経験主義者」(前掲書 p.96)と表現している。
1948年、ファイヤアーベントは、アルプバハで開かれた、オーストリア・カレッジ協会の主催による最初の国際夏季学校に参加した。ここでファイヤアーベントはカール・ポパーと初めて出会った。初期のポパーは後期ポパーが与えた「ネガティブ」な印象と同等の「ポジティブ」な印象をファイヤアーベントに与えた。
1951年、ヴィトゲンシュタインの下で研究するため、ブリティッシュ・カウンシルの奨学金を受ける。しかし、ファイヤアーベントの渡英前にヴィトゲンシュタインが死んだため、指導教授としてポパーを選び、1952年、ロンドン・スクール・オブ・エコノミクスに移った。ファイヤアーベントは、当時のポパーからの影響に関して、ポパーの考えに「参っていた」(前掲書 p.141)と説明している。
その後ファイヤアーベントはウィーンに戻り、ポパーの「開かれた社会とその敵」の翻訳や、戦後オーストリアの人文学の調査や、百科事典の項目の執筆など、多くのプロジェクトに関与した。

### 学究生活
1955年、ファイヤアーベントはイギリスのブリストル大学で最初のアカデミックポストに就き、科学哲学の講座を担当した。後年、彼はバークレー、オークランド、サセックス、イェール、ロンドン、ベルリンなどでも教授（もしくは同等職階）として働いた。
この時期、ファイヤアーベントは後に自身が「アナーキスト的」もしくは「ダダイスト的」と表現する、科学哲学における近代理性主義的立場に反する、ルールを教条主義的に使用することの否定という、科学についての批判的な見方を唱えている。ロンドン・スクール・オブ・エコノミクスにて、ファイヤアーベントはポパーの同僚であるイムレ・ラカトシュと出会った。ラカトシュは自らが科学の合理的主義的立場を擁護し、ファイヤアーベントがそれを攻撃するという対話編の出版を計画していた。この共同出版の計画は1974年のラカトシュの急死によって頓挫した。「方法への挑戦」は科学に関する現代の哲学的見地についての有名な批評となり、多くの反応を引き起こした。ファイヤアーベントの文章には他の科学哲学者には無い情熱とエネルギーとがあったが、ファイヤアーベントは自叙伝で、その為にこうむった大きな対価について明かしている。
1958年、ファイヤアーベントはカリフォルニア大学バークレー校に移り、アメリカの市民権を得た。ロンドンやベルリン、イェールでの（客員）教授等の後、ニュージーランドのオークランド大学で1972年から74年まで教鞭をとったが、年限の後は常にカリフォルニアに戻っていた。
1980年代、ファイヤアーベントはチューリッヒ工科大学とバークレーの往復生活を楽しんでいたが、1989年10月のロマプリエタ地震をきっかけにバークレーを去り、イタリアに移った後、チューリヒに落ち着いた。
1991年に定年退職してからも、ファイヤアーベントは頻繁に論文を発表し、自叙伝の執筆を行った。
1994年、脳腫瘍とのしばしの闘病生活の後、スイスのレマン湖を臨むジュノリア病院にて永眠した。

## 主な著作
- Against Method: Outline of an Anarchistic Theory of Knowledge (1975), ISBN 0-391-00381-X, ISBN 0-86091-222-1, ISBN 0-86091-481-X, ISBN 0-86091-646-4, ISBN 0-86091-934-X, ISBN 0-902308-91-2（＝『方法への挑戦 : 科学的創造と知のアナーキズム』村上陽一郎, 渡辺博共訳、新曜社、1981）
- Science in a Free Society (1978), ISBN 0-8052-7043-4
- Realism, Rationalism and Scientific Method: Philosophical papers, Volume 1 (1981), ISBN 0-521-22897-2, ISBN 0-521-31642-1
- Problems of Empiricism: Philosophical Papers, Volume 2 (1981), ISBN 0-521-23964-8, ISBN 0-521-31641-3
- Farewell to Reason (1987), ISBN 0-86091-184-5, ISBN 0-86091-896-3（＝『理性よ、さらば』植木哲也訳、法政大学出版局、1992.(叢書・ウニベルシタス ; 381)）
- Three Dialogues on Knowledge (1991), ISBN 0-631-17917-8, ISBN 0-631-17918-6
- Killing Time: The Autobiography of Paul Feyerabend (1995), ISBN 0-226-24531-4, ISBN 0-226-24532-2（＝『哲学, 女, 唄, そして -- : ファイヤアーベント自伝』村上陽一郎訳、産業図書、1997）
- Conquest of Abundance: A Tale of Abstraction versus the Richness of Being (1999), ISBN 0-226-24533-0, ISBN 0-226-24534-9
- Knowledge, Science and Relativism: Philosophical Papers, Volume 3 (1999), ISBN 0-521-64129-2
- Erkenntnis fuer freie Menschen / Paul Feyerabend. -- Verand. Ausg., 2. Aufl.. -- Suhrkamp, 1981. -- (Edition Suhrkamp ; 1011 = n.F., Bd. 11)（＝『自由人のための知 : 科学論の解体へ』村上陽一郎, 村上公子共訳、新曜社、1982）
- Three dialogues on knowledge / Paul K. Feyerabend ; :, : pbk. -- Blackwell, 1991（＝『知とは何か : 三つの対話』村上陽一郎訳、新曜社、1993：『知についての三つの対話』、ちくま学芸文庫、2007）